# Rödhalsad trast
Rödhalsad trast (Turdus ruficollis) är en asiatisk fågel som tillhör familjen trastar.

## Utseende och läte
Rödhalsad trast är ungefär lika stor som en koltrast, dock är den aningen mer kortstjärtad. Fjäderdräkten är grå på ovansidan, med ljusare grå bräm på vingarna och smutsvit buk. Dess nedre vingtäckare är roströda. Den har röd stjärt och adult hane i sommardräkt är den kraftfullt rödbrun i ansiktet och på bröstet. 

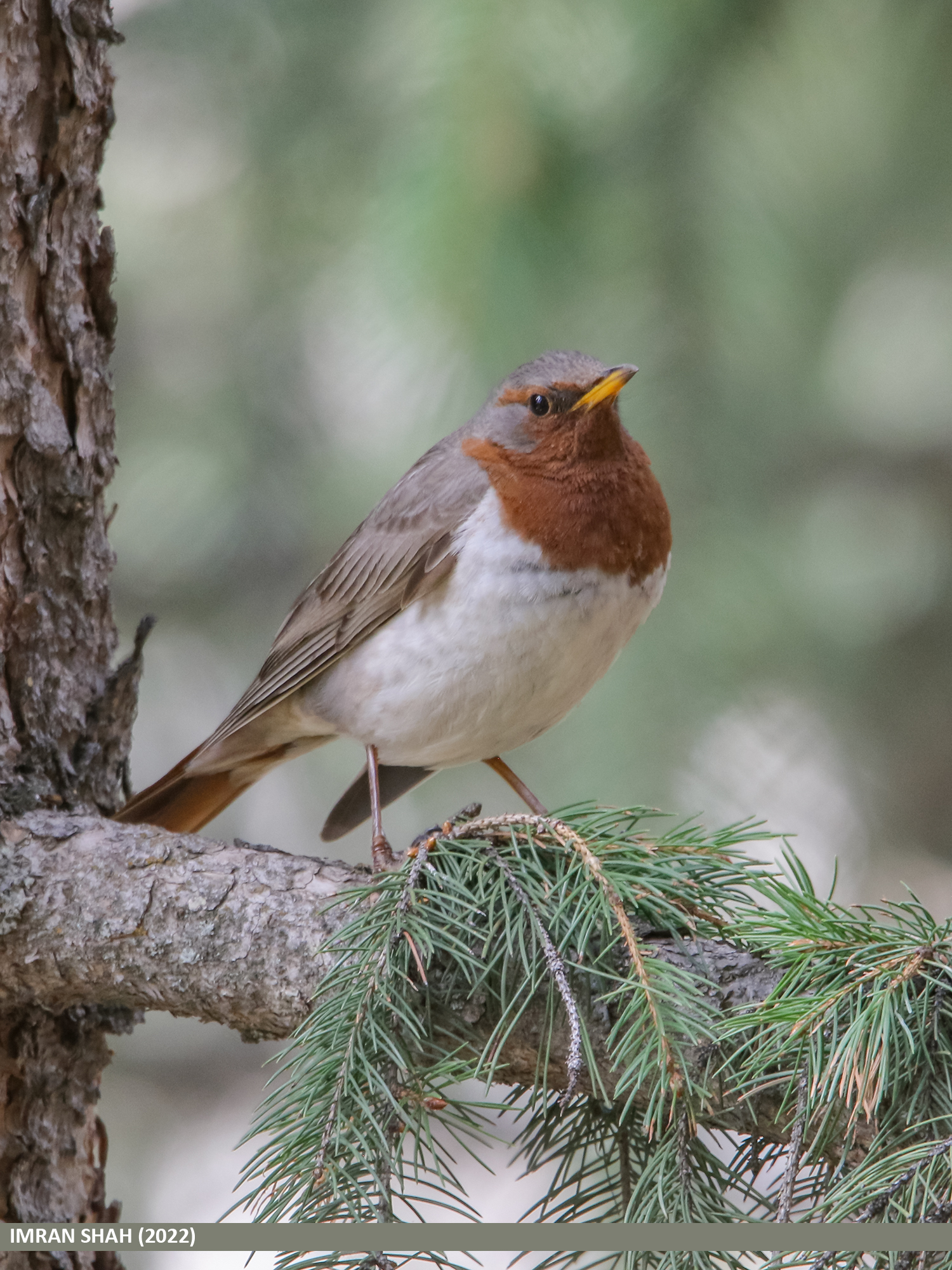

Streckade och färglösa ungfåglarna kan vara svåra att skilja från svarthalsad trast. Kastanjebrunt på yttre stjärtpennorna och orange anstrykning på strupen indikerar rödhalsad trast.
Den behagliga sången är enklare än den hos svarthalsad trast och består av följtande visslingar och drillar. Bland lätena hörs "chekchekchek" och ljusa och tunna "tseee".

## Utbredning och systematik
Rödhalsad trast är en flyttfågel som häckar i taigaområdet från östra Sibirien till norra Manchuriet. Den övervintrar främst i västra Kina, Myanmar och nordöstra Indien. Fågeln är en mycket sällsynt gäst i Europa.

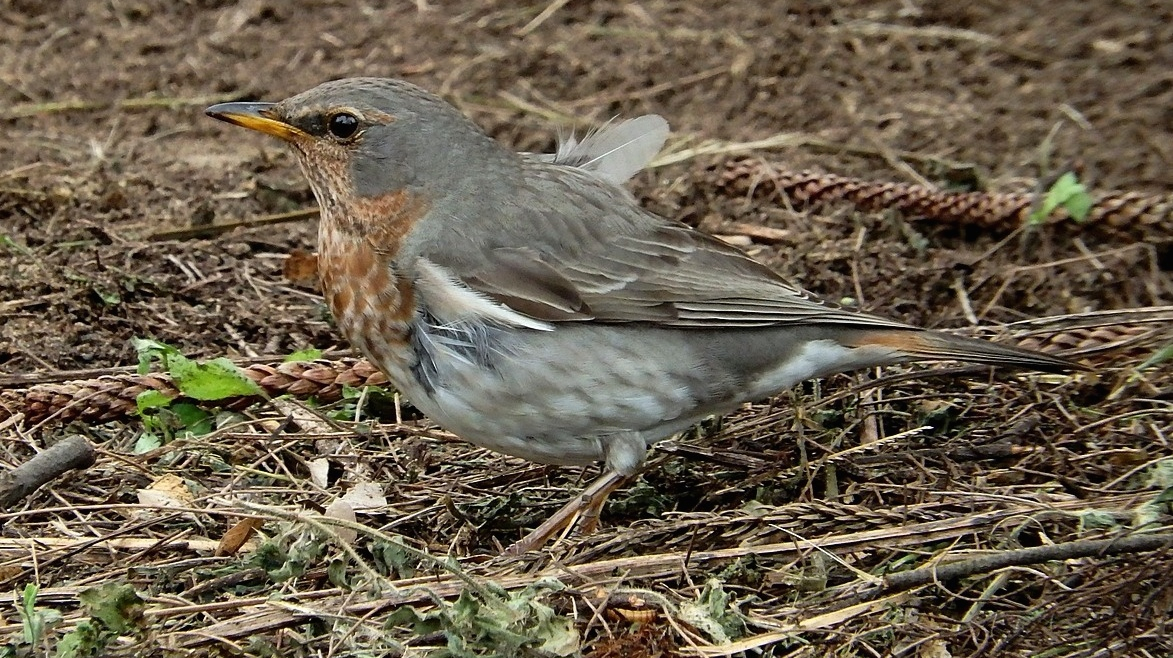

### Artstatus
Tidigare behandlades rödhalsad och svarthalsad trast (Turdus atrogularis) som en och samma art med det svenska namnet taigatrast. De skiljer sig dock tydligt åt i utseende och även av allt att döma i sång. Vidare har hybrider eller blandpar inte konstaterats med säkerhet, trots omfattande kontaktzon, så pass att bon kan ligga 30–40 meter från varandra. De båda står nära de likaledes asiatiska arterna bruntrast (T. eunomus) och rödtrast (T. naumanni), även de tidigare ansedd som en och samma art. Även ringtrasten (T. torquatus) är närbesläktad.

## Ekologi
Fågeln förekommer i öppen bergsskog, cederskogens övre gräns, mossiga buskmarker vid trädgränsen, tajgaplatå och låglänta skogar i bergsbelägna floddalar. Vintertid tillbringar den i öppet landskap med enar, buskmarker och fruktträdgårdar, från förberg upp till 3 900 meter över havet.
Rödhalsad trast lever huvudsakligen av ryggradslösa djur och vintertid även bär och vissa frön. Maginnehåll från ryska fåglar undersökta på sommaren innehöll skalbaggar medan höstfåglar innehöll blåbär. Den födosöker mest på marken och i låg växtlighet, vintertid ofta i blandflockar med andra trastarter.
Den häckar från maj till juli och bygger ett skålformat bo av kvistar och mossa cemeterad med lera. Boet placeras lågt, inte högre än två meter upp i en rutten stubbe eller en skyddad trädklyka, vanligtvis i lärk, poppel eller en. Honan lägger fyra till fem kanelfläckiga blekt blåa ägg som ruvas i tio till tolv dagar.

## Status och hot
Fågelns populationsutveckling är okänd, men utbredningsområdet är mycket stort och dess population förmodas vara detsamma. Internationella naturvårdsunionen IUCN kategoriserar därför arten som livskraftig.

## Namn
När svarthalsad trast och rödhalsad trast tidigare behandlades som samma art hade den det svenska namnet taigatrast.